# Charaxes lunawara
Charaxes lunawara är en fjärilsart som beskrevs av Butler 1872. Charaxes lunawara ingår i släktet Charaxes och familjen praktfjärilar. Inga underarter finns listade i Catalogue of Life.